# Johan Gotthard von Rehausen
Johan Gotthard von Rehausen, född den 8 januari 1802 i Lissabon, död den 2 mars 1854 i London, var en svensk friherre och diplomat. Han var son till Gotthard von Rehausen.
von Rehausen blev student vid Uppsala universitet 1817. Han blev extra ordinarie kanslist i kanslistyrelsens expedition 1821, andre sekreterare i kabinettet för utrikes brevväxlingen 1824, legationssekreterare i Paris 1827, i Sankt Petersburg 1829 och i London 1833. Han var chargé d'affaires vid brittiska hovet flera gånger under åren 1834–1846 och blev legationsråd i London 1839 och envoyé extraordinaire et ministre plénipotentiaire vid hovet där 1847. von Rehausen blev friherre vid faderns död 1822 och slöt vid sin död den friherrliga ätten von Rehausen. Han blev kammarjunkare i mitten av 1820-talet och kammarherre 1833. von Rehausen ägde den gamla Natt och Dagska egendomen Göksholm och lät pryda den där utanför i Hjälmaren belägna Engelbrektsholmen med ett monument över den store folkhärföraren Engelbrekt. Han blev riddare av Nordstjärneorden 1838 och kommendör av samma orden 1852.